# Flow (banda)
Flow (estilizado como FLOW) é uma banda de rock japonesa formada em 1998 como uma banda de cinco membros composta por dois vocalistas, um guitarrista, um baixista e um baterista. Eles são contratados pela Sacra Music. Em fevereiro de 2023, a banda lançou 39 singles e 12 álbuns de estúdio. Suas músicas foram apresentadas nas sequências de abertura de várias séries de anime e dramas japoneses.

## História
O grupo começou em 1993 quando os irmãos Kōshi (mais velho: vocais, guitarra rítmica) e Take (mais novo: guitarra solo) começaram a tocar juntos. Eles formaram o Flow em 1998 e, em 2000, foram unidos por Keigo (vocais), Gotō (baixo) e Iwasaki (bateria). Em 2001, a banda lançou seu primeiro maxi single, "Flow #0". Em 2002, o grupo lançou dois mini-álbuns no mesmo ano, seguidos por "Okuru Kotoba", o primeiro single cover do Flow, lançado em janeiro de 2003, que permaneceu na parada indie da Oricon por sete semanas consecutivas e também atingiu o sexto lugar na parada geral de singles. Na primavera daquele ano, o primeiro álbum completo do Flow, Splash!!!, estreou no segundo lugar da parada de álbuns da Oricon. Em julho de 2003, o Flow lançou o single "Blaster" pela gravadora Ki/oon Records. Em abril de 2004, eles lançaram "GO!!!", que permaneceu no Top 10 da Oricon por três semanas. Em maio de 2004, o Flow lançou seu primeiro álbum da gravadora, intitulado Game.
Uma sequência de singles se seguiu e em julho de 2005 a banda lançou seu terceiro álbum, Golden Coast. Desde o lançamento de Golden Coast, o Flow lançou dois singles com lado A, mas um desses, "Around The World / Kandata", foi um lançamento com lado A duplo. As músicas "GO!!!" e "Re:member" foram usadas como temas de abertura da série de anime Naruto,  assim como "Sign" foi em Naruto Shippūden. "Days" foi a primeira abertura do anime Eureka Seven do estúdio Bones, e "Realize" foi a abertura dos jogos eletrônicos para PlayStation 2 baseados na mesma série. O Flow se apresentou ao vivo pela primeira vez nos Estados Unidos em Dallas, Texas, em 2 de setembro de 2006, no AnimeFest, que aconteceu no Hotel Hyatt e no Convention Center no centro de Dallas. Em seguida, o Flow lançou "Colors" em 2006, a primeira abertura da série original da Sunrise, Code Geass: Lelouch of the Rebellion.
A música deles "Answer" foi o primeiro tema de abertura para o drama japonês em live-action Detective School Q. Eles apresentaram "Night Parade" com a banda de hip-hop Home Made Kazoku. Em fevereiro de 2008, eles lançaram um novo single intitulado "Arigatō", seguido pelo novo tema de abertura de Persona -trinity soul-, "Word of the Voice", em junho de 2008. Eles apresentaram o segundo tema de abertura de Code Geass: Lelouch of the Rebellion R2, "World End", lançado em 2008. Em 2009, a banda apresentou "Sign", a sexta abertura de Naruto Shippūden. A banda lançou um álbum de compilação com lado B em 4 de novembro de 2009. Seu single "Calling" foi apresentado como o encerramento do anime Heroman. O Flow voltou à América do Norte para se apresentar no Anime Central, em Rosemont, Illinois, em 20 de maio de 2011, e no FanimeCon, em San Jose, Califórnia, em 28 de maio de 2010 e maio de 2011. A música "Hey!!!" foi o terceiro tema de abertura para o anime Beelzebub, e a música "Brave Blue" foi usada como o segundo tema de abertura para o anime Eureka Seven AO. Em 2012, eles se apresentaram na França pela primeira vez na Japan Expo.
Eles fizeram uma versão da música "Cha-La Head-Cha-La" para ser a música tema principal do filme Dragon Ball Z: Battle of Gods; a música, junto com uma música inserida no filme, foi lançada como um single de lado A em 20 de março de 2013 e posteriormente seria apresentada como tema de abertura para jogos eletrônicos de Dragon Ball, como Dragon Ball Z: Battle of Z e Dragon Ball Xenoverse. Flow lançou seu oitavo álbum de estúdio Flow The Max!!! em 27 de março de 2013. Flow foi ao Brasil pela primeira vez para se apresentar no Ressaca Friends em 2013. Seu single "Ai Ai Ai ni Utarete Bye Bye Bye" lançado em 26 de fevereiro de 2014 foi usado como a segunda abertura do anime Samurai Flamenco. O Flow retornou ao Brasil no verão de 2014 para se apresentar no Anime Friends em São Paulo e na SuperCon em Recife. Eles retornaram para se apresentar no AnimeFest depois de 8 anos em agosto de 2014 no Sheraton Dallas Hotel. O single deles, "7 -seven-", foi uma colaboração com a banda Granrodeo e foi apresentado como a música tema de encerramento do anime Nanatsu no Taizai. Flow lançou seu segundo álbum de compilação de suas melhores canções que serviram como temas de animes intitulado "Flow Anime Best Kiwami" em 25 de fevereiro de 2015. A primeira turnê mundial do Flow, Flow World Tour 2015 Kiwami, os levou a se apresentar cinco vezes no Japão e catorze vezes em outros sete países. O primeiro single digital da banda, "Hikari Oikakete" (光追いかけて), foi lançado em 21 de março de 2015 e foi usado como a música tema do espetáculo teatral de Naruto, Live Spectacle Naruto. O single "Niji no Sora" (虹の空) deles foi usado como o 34.º tema de encerramento de Naruto Shippūden.
O single "Steppin' out" foi usado como tema de abertura de Durarara!!x2: Ketsu. Os singles ""Kaze no Uta" (風ノ唄) e "Burn" da Flow foram lançados em 24 de agosto de 2016; as músicas são usadas como temas de abertura de Tales of Zestiria the X e Tales of Berseria. O single "Innosense" foi lançado em 8 de fevereiro de 2017; a música foi usada como o segundo tema de encerramento de Tales of Zestiria the X. A banda fez um cover de "Classic" no álbum "Tribute of Mucc -en"- em homenagem à banda Mucc, lançado em 22 de novembro de 2017. A banda retornou para a América do Norte para se apresentar na Anime Boston em 30 de março de 2018. Eles fizeram um cover de "D.O.D. (Drink Or Die)" para o álbum "Tribute Impulse" em homenagem ao músico hide, lançado em 6 de junho de 2018. Eles também interpretaram a música tema "Neiro" (音色, lit. "Som colorido") para a série de drama Sachi-iro no One Room. A música "Break it down" foi usada no jogo de 2020 Naruto x Boruto Ninja Tribes. Flow novamente se apresentou no Nippon Budokan em 30 de janeiro de 2019. Eles lançaram o álbum Tribalythm em 10 de abril de 2019 e a turnê "Flow Live Tour 2019: Tribalythm" para divulgar o álbum.
O Flow realizou com sucesso o Flow Chokaigi 2020 "Anime Shibari Returns" no Makuhari Messe Event Hall em 24 de fevereiro de 2020. Eles fizeram uma versão de "Modern Strange Cowboy" do Granrodeo no álbum Granrodeo Tribute Album "Rodeo Freak", lançado em 13 de maio de 2020. A música "Shinsekai" (新世界, lit. "Novo Mundo") do Flow foi utilizada como tema de abertura do anime Shadowverse de 2020. Eles realizaram uma série de concertos online especiais apresentando todos os seus onze álbuns intitulada Flow Special Online Live Comprehensive Album Series: Flame of 12 Months, todo dia 26 do mês, que começou em 26 de setembro de 2020 e terminou em 26 de agosto de 2021. A banda produziu "Nijīro no Puddle" "Nijīro no Puddle" (虹色のPuddle) para a agência do youtuber virtual Nijisanji, que comemorou seu terceiro aniversário em 2021. A música foi cantada por um total de 12 lives, incluindo Akina Saegusa, Furen E Lustario, Hayato Kagami, Kaede Higuchi, Kuzuha, Rena Yorumi, Rion Takamiya, Ryushen, Saku Sasaki, Sara Hoshikawa, Shellin Burgundy e Toya Kenmochi. O single "United Sparrows" foi usado como tema de encerramento da série de anime Back Arrow de 2021. Em 9 de agosto de 2021, eles realizaram seu primeiro show presencial desde a pandemia de COVID-19, intitulado Flow The Carnival 2021 ~Shinsekai~ no Line Cube Shibuya.
O single "Dice" foi lançado em 15 de dezembro de 2021 e continha três músicas em colaboração. "Dice" foi utilizada como a primeira música tema de abertura da versão de 15 anos de aniversário da retransmissão da série de anime de 2006 Code Geass: Lelouch of the Rebellion. "Moment" (モメント) foi apresentada no jogo de pachinko Pachislot Anemone: Eureka Seven HI-Evolution. "Yūshō" (優勝, lit. "Vencedor") foi uma parceria entre o Flow e o Afterglow do jogo de ritmo mobile BanG Dream! Girls Band Party!. As duas partes também colaboraram em uma versão de "Colors", que é uma música jogável em Girls Band Party!; "Yūshō" também foi adicionada ao jogo por tempo limitado de 11 de dezembro de 2021 a 10 de janeiro de 2022.
Duas músicas do single "Gold" foram usadas na franquia "Naruto". "Tomoshibi" (燈, lit. "Luz") foi usada como música tema para a peça de teatro Live Spectacle "Naruto" Uzumaki Naruto Monogatari, enquanto "Gold" foi usada como o décima tema de abertura do anime Boruto: Naruto Next Generations em janeiro de 2022. O novo single intitulado "Daydream Believer" (デイドリーム ビリーヴァー) foi uma colaboração com a banda Orange Range e foi usado como a segunda música tema de abertura do relançamento de 15 anos do anime Code Geass: Lelouch of the Rebellion R2. O single também inclui uma versão de "O2" do Orange Range. Em julho de 2023, a banda retornou ao Brasil para três apresentações, o primeiro em Fortaleza no SANA, e mais duas apresentações em São Paulo no Anime Friends.

## Membros
Kohshi
- Posição: Vocalista, Guitarrista rítmico
- Nome completo: Kōshi Asakawa
- Data de nascimento: 22 de abril de 1977
- Local de nascimento: Saitama

Keigo
- Posição: Vocalista
- Nome completo: Keigo Hayashi
- Data de nascimento: 1 de julho de 1977
- Local de nascimento: Tóquio

Take
- Posição: Guitarrista principal, Vocalista de apoio
- Nome completo: Takeshi Asakawa
- Data de nascimento: 31 de agosto de 1978
- Local de nascimento: Saitama

Got's
- Posição: Baixista, Vocalista de apoio
- Nome completo: Kohtaro Gotō
- Data de nascimento: 26 de janeiro de 1977
- Local de nascimento: Niigata

Iwasaki
- Posição: Baterista
- Nome completo: Hiroshi Iwasaki
- Data de nascimento: 21 de novembro de 1969
- Local de nascimento: Osaka

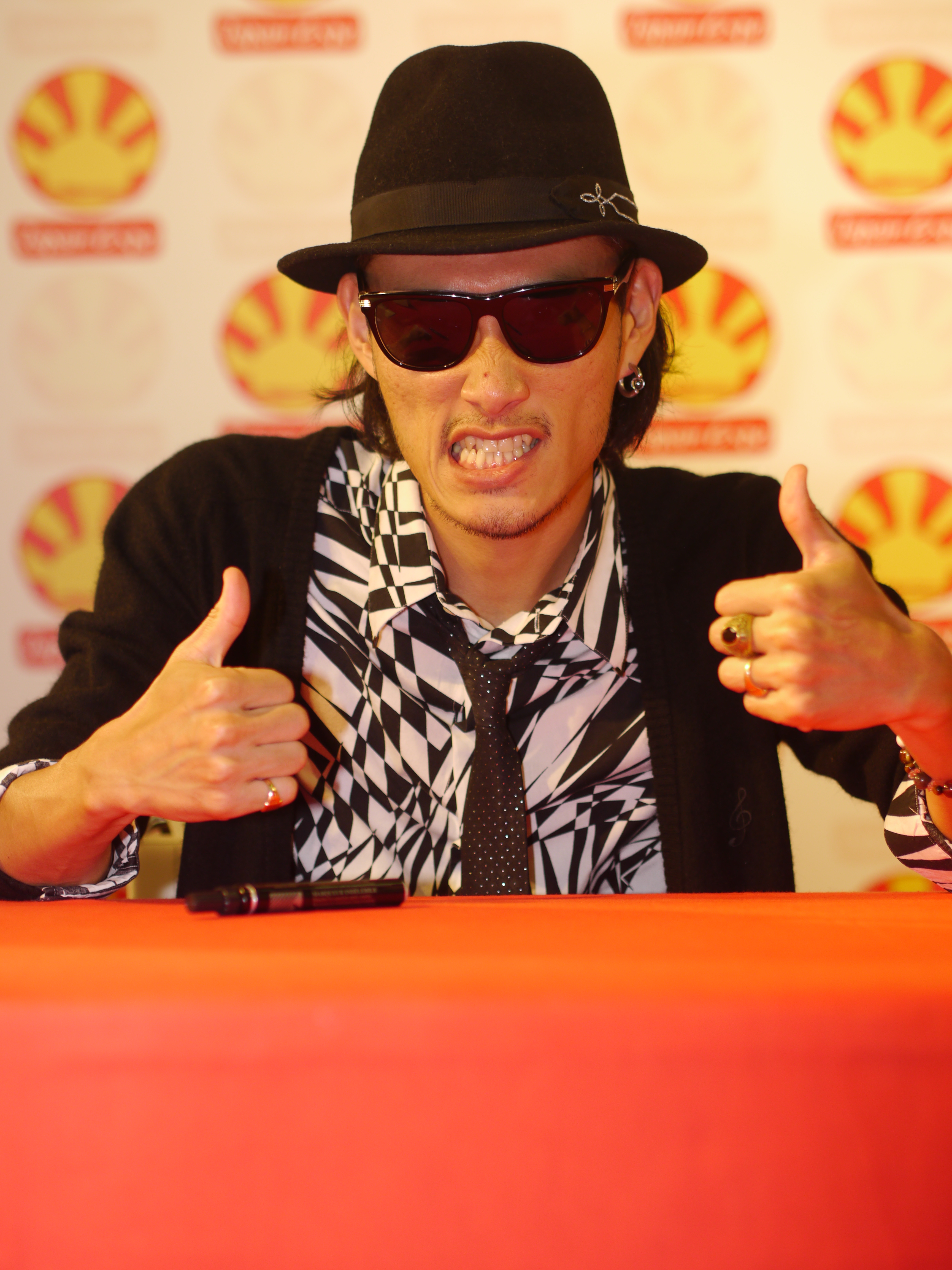
Kohshi
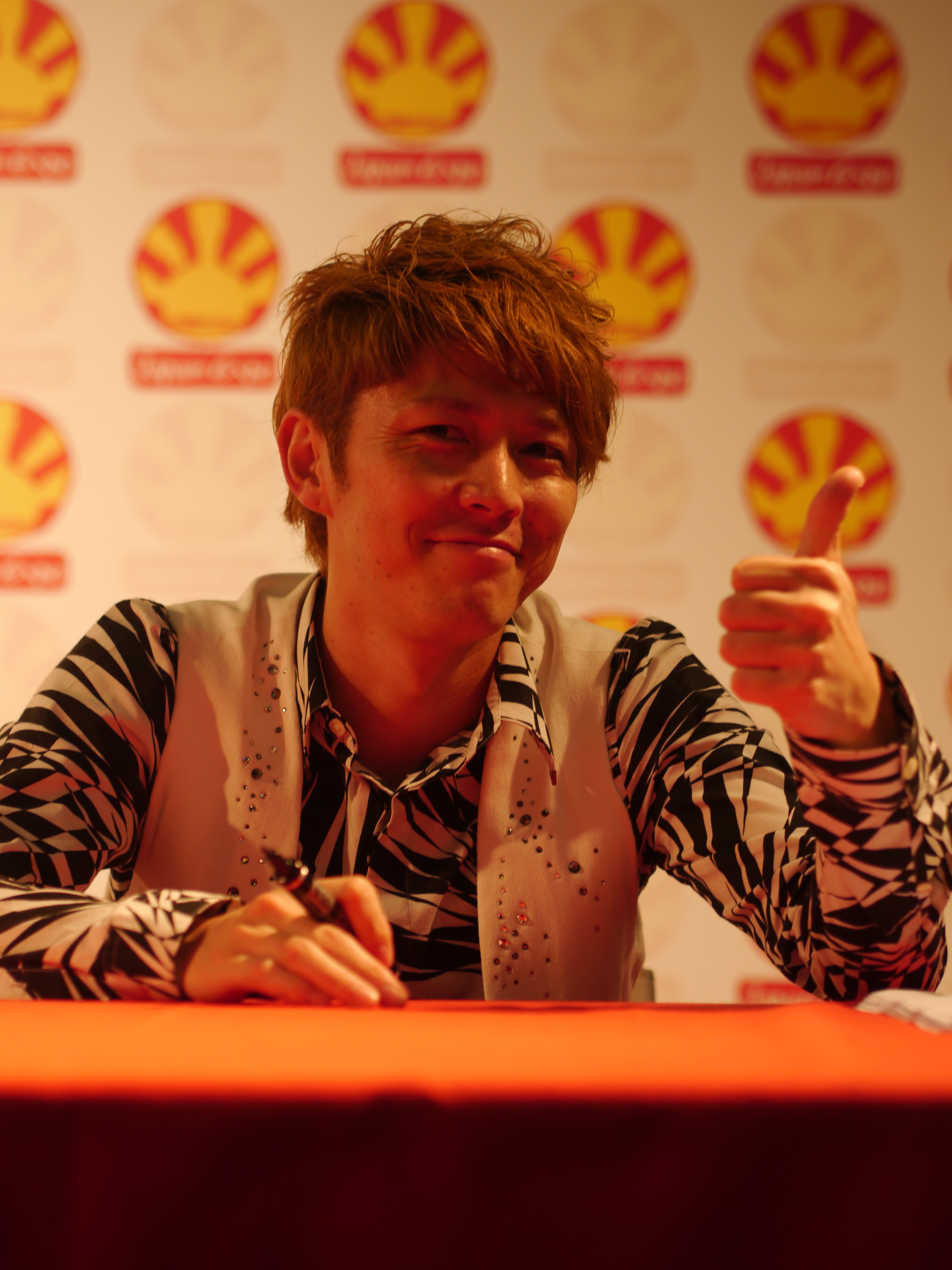
Keigo
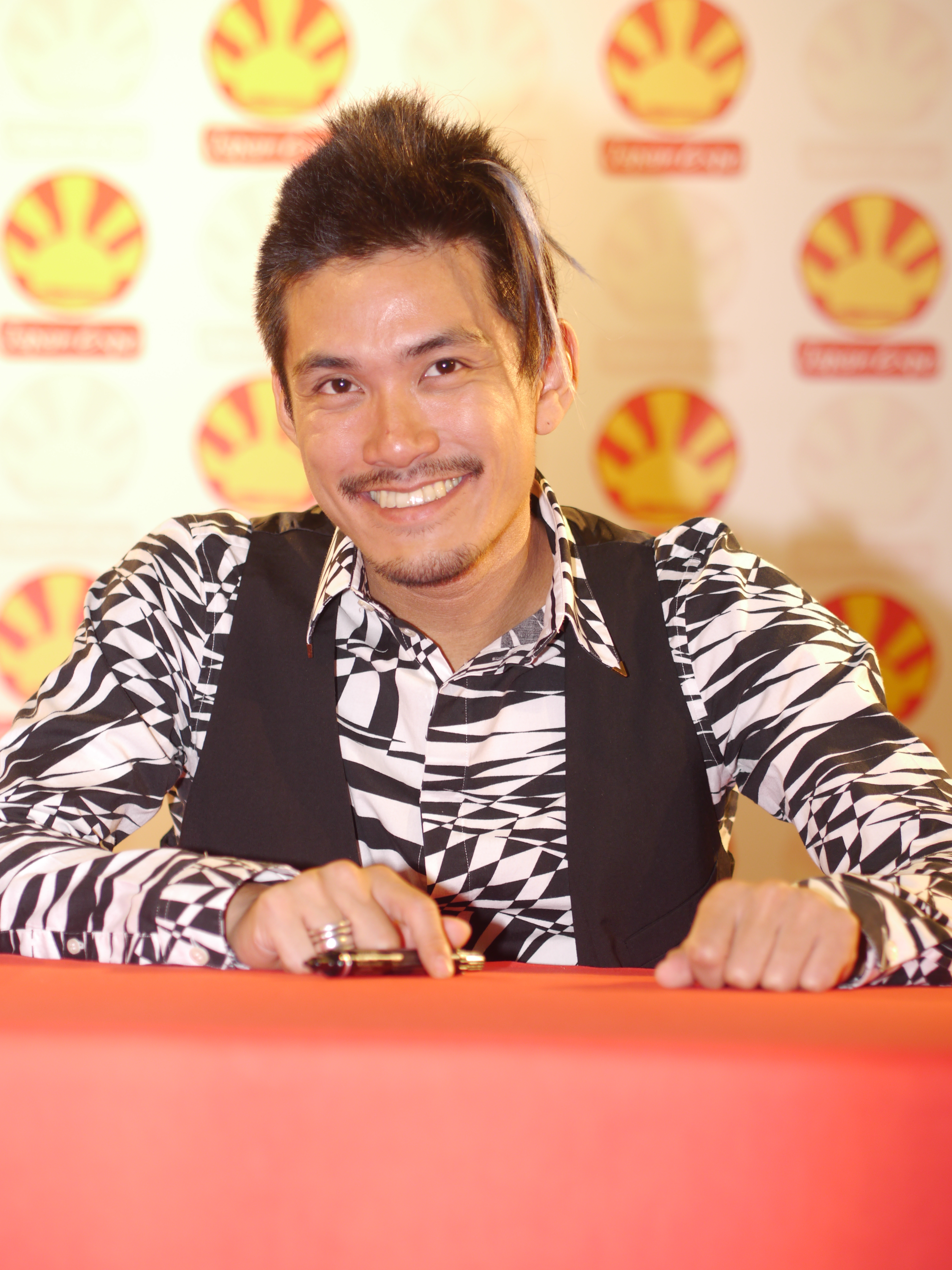
Take
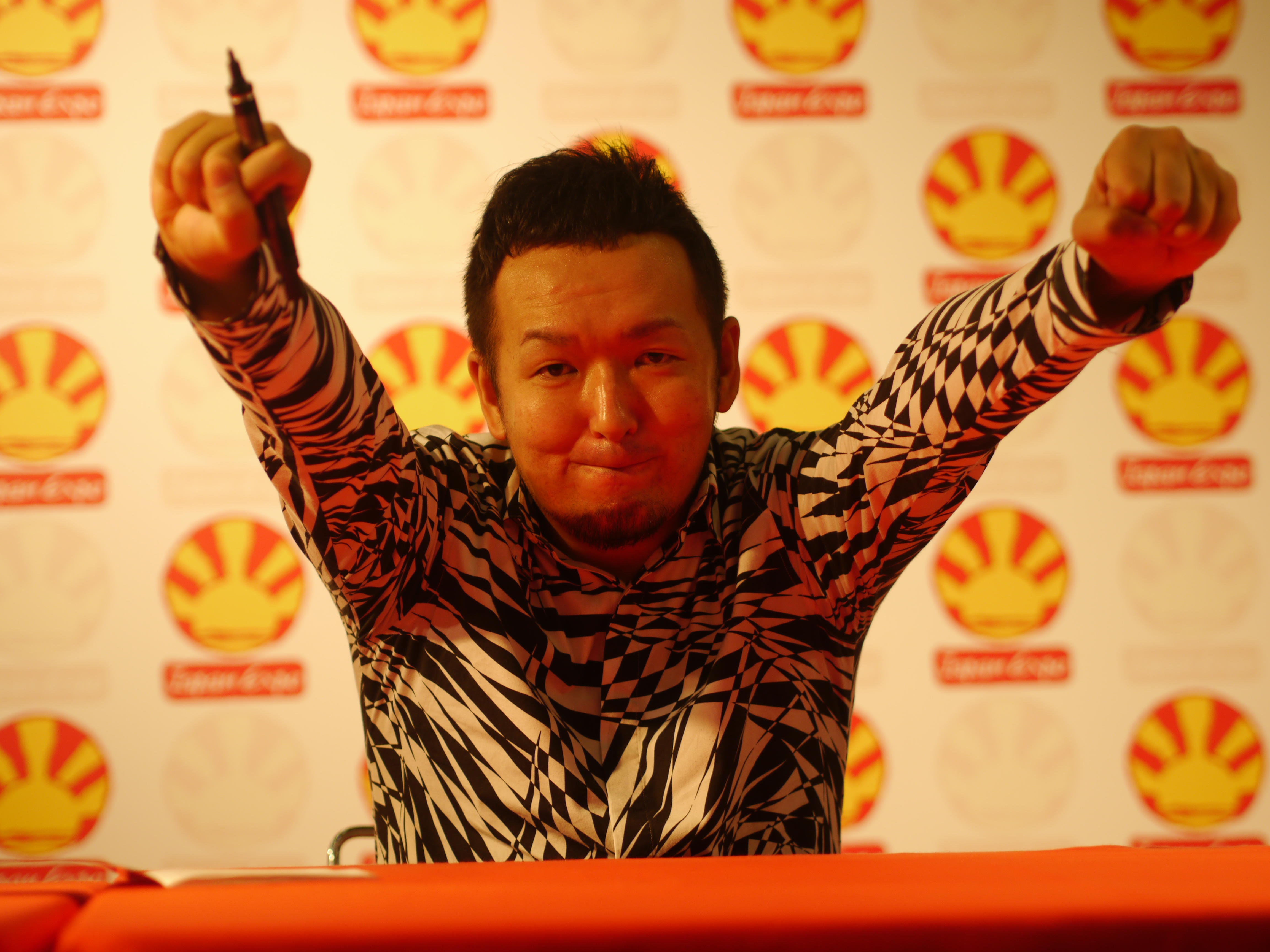
Got's
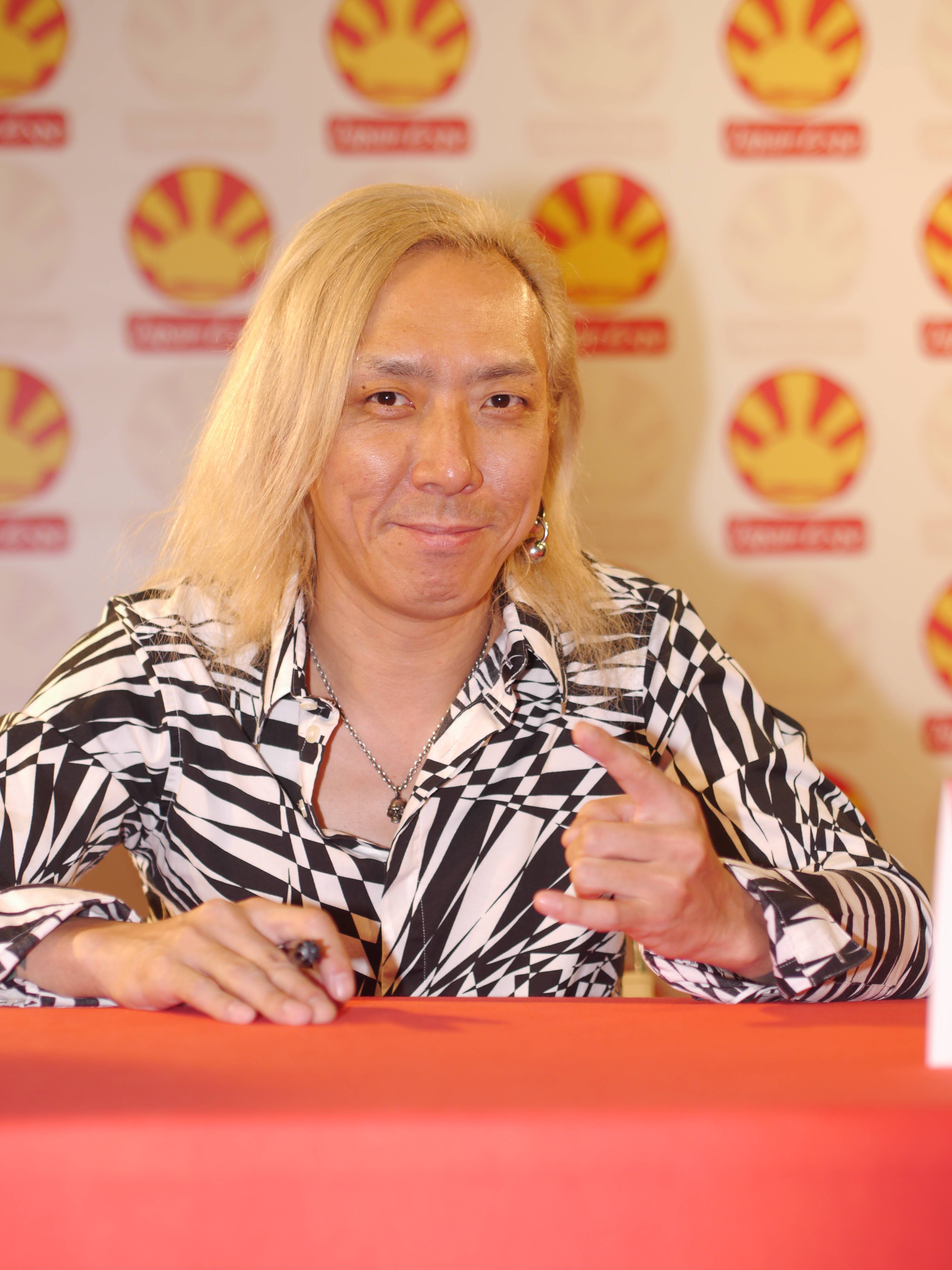
Iwasaki

## Discografia

### Álbuns

#### Álbuns de estúdio
| Título          | Detalhes do álbum                                                                                          | JPN            | JPN               | Certificações |
| Título          | Detalhes do álbum                                                                                          | Melhor posição | Semanas na parada | Certificações |
| --------------- | --- | -------------- | ----------------- | ------------- |
| Splash!!!       | - Lançamento: 21 de maio de 2003 - Gravadora: Ki/oon Records - Formatos: CD, CD+DVD, digital download      | 2              | 18                | - RIAJ: Ouro  |
| Game            | - Lançamento: 26 de maio de 2004 - Gravadora: Ki/oon Records - Formatos: CD, CD+DVD, digital download      | 4              | 17                | - RIAJ: Ouro  |
| Golden Coast    | - Lançamento: 20 de julho de 2005 - Gravadora: Ki/oon Records - Formatos: CD, digital download             | 9              | 8                 |               |
| Isle            | - Lançamento: 19 de março de 2008 - Gravadora: Ki/oon Records - Formatos: CD, CD+DVD, digital download     | 7              | 12                |               |
| #5              | - Lançamento: 28 de janeiro de 2009 - Gravadora: Ki/oon Records - Formatos: CD, CD+DVD, digital download   | 7              | 5                 |               |
| Microcosm       | - Lançamento: 16 de junho de 2010 - Gravadora: Ki/oon Records - Formatos: CD, CD+DVD, digital download     | 9              | 5                 |               |
| Black & White   | - Lançamento: 12 de fevereiro de 2012 - Gravadora: Ki/oon Records - Formatos: CD, CD+DVD, digital download | 29             | 3                 |               |
| Flow The Max!!! | - Lançamento: 27 de março de 2013 - Gravadora: Ki/oon Records - Formatos: CD, CD+DVD, digital download     | 21             | 4                 |               |
| 26 a Go Go!!!'  | - Lançamento: 26 de março de 2014 - Gravadora: Ki/oon Records - Formatos: CD, CD+DVD, digital download     | 36             | 3                 |               |
| #10             | - Lançamento: 3 de fevereiro de 2016 - Gravadora: Ki/oon Records - Formatos: CD, CD+DVD, digital download  | 26             | 3                 |               |
| Tribalythm      | - Lançamento: 10 de abril de 2019 - Gravadora: Ki/oon Records - Formatos: CD, CD+Blu-ray, digital download | 21             | 2                 |               |
| Voy✩✩✩          | - Lançamento: 2 de fevereiro de 2023 - Gravadora: Sacra Music - Formatos: CD, CD+Blu-ray, digital download | —              | —                 |               |

#### Extended plays
| Título              | Detalhes do EP                                                                                 | JPN            | JPN               |
| Título              | Detalhes do EP                                                                                 | Melhor posição | Semanas na parada |
| ------------------- | ---------------------------------------------------------------------------------------------- | -------------- | ----------------- |
| Flow #0             | - Lançamento: 23 de outubro de 2001 - Gravadora: Colla Disc - Formatos: CD                     | —              | —                 |
| Sunshine 60         | - Lançamento: 31 de agosto de 2002 - Gravadora: Fun City Records - Formatos: CD                | 202            | —                 |
| Like a Rolling Snow | - Lançamento: 27 de novembro de 2002 - Gravadora: Fun City Records - Formatos: CD              | —              | —                 |
| Nuts Bang!!!        | - Lançamento: 22 de julho de 2009 - Gravadora: Ki/oon Records - Formatos: CD, digital download | 23             | 3                 |
| Fighting Dreamers   | - Lançamento: 28 de junho de 2017 - Gravadora: Ki/oon Records - Formatos: CD, digital download | 36             | 4                 |

#### Compilações
| Título                           | Detalhes do álbum                                                                                          | JPN            | JPN               | Certificações |
| Título                           | Detalhes do álbum                                                                                          | Melhor posição | Semanas na parada | Certificações |
| -------------------------------- | --- | -------------- | ----------------- | ------------- |
| Flow The Best: Single Collection | - Lançamento: 20 de dezembro de 2006 - Gravadora: Ki/oon Records - Formatos: CD, CD+DVD, digital download  | 4              | 11                | - RIAJ: Ouro  |
| Coupling Collection              | - Lançamento: 4 de novembro de 2009 - Gravadora: Ki/oon Records - Formatos: CD, CD+DVD, digital download   | 25             | 4                 |               |
| Flow Anime Best                  | - Lançamento: 23 de março de 2011 - Gravadora: Ki/oon Records - Formatos: CD, CD+DVD, digital download     | 5              | 8                 |               |
| Flow Anime Best Kiwami           | - Lançamento: 25 de fevereiro de 2015 - Gravadora: Ki/oon Records - Formatos: CD, CD+DVD, digital download | 35             | 4                 |               |
| Flow The Best Anime Shibari      | - Lançamento: 7 de março de 2018 - Gravadora: Ki/oon Records - Formatos: CD, CD+DVD, digital download      | 21             | 5                 |               |

### Singles
| Título                                                                                                  | Ano  | JPN Oricon     | JPN Oricon        | JPN Billboard | Notas | Álbum            |
| Título                                                                                                  | Ano  | Melhor posição | Semanas na parada | JPN Billboard | Notas | Álbum            |
| --- | ---- | -------------- | ----------------- | ------------- | --- | ---------------- |
| "Blaster" (ブラスター Burasutā)                                                                         | 2003 | 12             | 6                 | —             | | Game             |
| "Dream Express" (ドリームエクスプレス Dorīmu Ekusupuresu)                                               | 2003 | 9              | 9                 | —             | | Game             |
| "Ryūsei / Sharirara" (流星/シャリララ)                                                                  | 2004 | 12             | 10                | —             | | Game             |
| "GO!!!"                                                                                                 | 2004 | 6              | 22                | 24            | Canção tema da 4.ª abertura de Naruto. | Game             |
| "Life is Beautiful"                                                                                     | 2004 | 28             | 4                 | —             | | Golden Coast     |
| "Rookie / Stay Gold"                                                                                    | 2005 | 32             | 5                 | —             | Canção tema do filme coreano Ildan Dwieo. | Golden Coast     |
| "Days"                                                                                                  | 2005 | 3              | 14                | —             | Canção tema da 1.ª abertura de Eureka Seven. | Golden Coast     |
| "Garden (Summer Edit)"                                                                                  | 2005 | 50             | 2                 | —             | | Golden Coast     |
| "Re:member"                                                                                             | 2006 | 12             | 8                 | —             | Canção tema da 8.ª abertura de Naruto. | Isle             |
| "Around The World / Kandata"                                                                            | 2006 | 23             | 5                 | —             | CM para Suzuki Swift. | Isle             |
| "Colors"                                                                                                | 2006 | 2              | 16                | —             | Canção tema da 1.ª abertura de Code Geass: Lelouch of the Rebellion. | Isle             |
| "Answer"                                                                                                | 2007 | 7              | 12                | —             | Canção tema de Detective School Q. | Isle             |
| "Fuyu no Amaoto / Night Parade by Flow∞Home Made Kazoku" (冬の雨音/NIGHT PARADE by FLOW∞HOME MADE 家族) | 2007 | 19             | 4                 | —             | | Isle             |
| "Arigatō" (ありがとう)                                                                                  | 2008 | 25             | 7                 | —             | | Isle             |
| "Word of the Voice"                                                                                     | 2008 | 15             | 6                 | 45            | Canção tema da 2.ª abertura de Persona -trinity soul-. | #5               |
| "World End"                                                                                             | 2008 | 4              | 10                | 7             | Canção tema da 2.ª abertura de Code Geass: Lelouch of the Rebellion R2.                                                                                                 | #5               |
| "Snow Flake (Kioku no Koshitsu) / Pulse" (Snow Flake ～記憶の固執～/PULSE)                              | 2008 | 24             | 4                 | —             | Canção da imagem do evento de snowboard "X-Trail Jam no Tokyo Dome ‘08".                                                                                                | #5               |
| "Sign"                                                                                                  | 2010 | 4              | 6                 | 14            | Canção tema da 6.ª abertura de Naruto Shippūden. | Microcosm        |
| "Calling"                                                                                               | 2010 | 21             | 3                 | 37            | Canção tema do 1.º encerramento de Heroman. | Microcosm        |
| "Tabidachi Graffiti" (旅立ちグラフィティ)                                                               | 2010 | 32             | 2                 | 88            | Canção tema de encerramento de Uchikuru!?. | Black & White    |
| "1/3 no Junjō na Kanjō" (1/3の純情な感情)                                                               | 2011 | 20             | 4                 | —             | Cover do sexto single de Siam Shade's . | Single sem álbum |
| "Hey!!!"                                                                                                | 2011 | 23             | 2                 | —             | Canção tema da 3.ª abertura de Beelzebub. | Black & White    |
| "Rock Climbers" (ロッククライマーズ)                                                                    | 2012 | 43             | 2                 | —             | Canção tema de encerramento de Nounai Word Q Hikidas! e Roke Mitsu: Roke x Roke x Roke.                                                                                 | Black & White    |
| "Brave Blue" (ブレイブルー Bureiburū)                                                                   | 2012 | 12             | 7                 | 41            | Canção tema da 2.ª abertura de Eureka Seven AO. | Flow The Max!!!  |
| "Hero (Kibō no Uta) / Cha-La Head-Cha-La" (HERO ~希望の歌~ / CHA-LA-HEAD-CHA-LA)                        | 2013 | 24             | 5                 | 39            | Canção tema de Dragon Ball Z: Battle of Gods. | Flow The Max!!!  |
| "Tokonatsu Endless" (常夏エンドレス)                                                                    | 2013 | 35             | 2                 | —             | | 26 a Go Go!!!    |
| "Ai Ai Ai ni Utarete Bye Bye Bye" (愛愛愛に撃たれてバイバイバイ))                                       | 2014 | 44             | 3                 | 99            | Canção tema da 2.ª abertura de Samurai Flamenco. | 26 a Go Go!!!    |
| "7 -seven-" (com participação de Granrodeo)                                                             | 2014 | 10             | 10                | 17            | Canção tema do 1.º encerramento de Nanatsu no Taizai. | Single sem álbum |
| "Niji no Sora" (虹の空)                                                                                 | 2015 | 34             | 2                 | —             | Canção tema do 34.º encerramento de Naruto Shippūden. | #10              |
| "Steppin' out"                                                                                          | 2016 | 18             | 5                 | 54            | Canção tema de abertura de Durarara!!x2: Ketsu. | #10              |
| "Kaze no Uta / Burn" (風ノ唄 / Burn)                                                                    | 2016 | 17             | 8                 | 11            | "Kaze no Uta" utilizado como canção tema da 1.ª abertura Tales of Zestiria the X; "Burn" utilizado com canção tema de Tales of Berseria.                                | Tribalythm       |
| "Innosense"                                                                                             | 2017 | 21             | 6                 | 43            | Canção tema do 2.º encerramento de Tales of Zestiria the X. | Tribalythm       |
| "Howling" (com participação de Granrodeo)                                                               | 2018 | 13             | 6                 | 26            | Canção tema de abertura de Nanatsu no Taizai: Imashime no Fukkatsu. | Single sem álbum |
| "Neiro / Break It Down" (音色 / Break It Down)                                                          | 2018 | 37             | 2                 | —             | "Neiro" utilizado como canção tema da série de drama live-action Sachiiro no One Room. "Break It Down" utilizado como canção tema do jogo Naruto x Boruto Ninja Tribes. | Tribalythm       |
| "Shinsekai" (新世界)                                                                                    | 2021 | 29             | 2                 | —             | Canção tema de abertura de Shadowverse. | Voy✩✩✩           |
| "United Sparrows"                                                                                       | 2021 | 50             | 2                 | —             | Canção tema de encerramento de Back Arrow. | Voy✩✩✩           |
| "Dice"                                                                                                  | 2021 | 22             | 3                 | —             | Canção tema da 1.ª abertura da versão de 15 anos de aniversário da retransmissão da série de anime de 2006 Code Geass: Lellouch of the Rebellion.                       | Voy✩✩✩           |
| "Gold"                                                                                                  | 2022 | 37             | 2                 | —             | Canção tema da 10.ª abertura de Boruto: Naruto Next Generations. | Voy✩✩✩           |
| "Daydream Believer" (デイドリーム ビリーヴァー) (com participação de Orange Range)                      | 2022 | 32             | 2                 | —             | Canção tema da 2.ª abertura da versão de 15 anos de aniversário da retransmissão da série de anime de 2008 Code Geass: Lellouch of the Rebellion R2.                    | Voy✩✩✩           |

#### Singles indies
| Título                    | Ano  | JPN Oricon     | JPN Oricon        | Álbum     |
| Título                    | Ano  | Melhor posição | Semanas na parada | Álbum     |
| ------------------------- | ---- | -------------- | ----------------- | --------- |
| "Okuru Kotoba" (贈る言葉) | 2003 | 6              | 23                | Splash!!! |
| "Melos" (メロス)          | 2003 | 10             | 5                 | Splash!!! |

#### Singles digitais
| Título                           | Ano  | JPN Oricon     | JPN Oricon        | Notas                                                                   | Álbum      |
| Título                           | Ano  | Melhor posição | Semanas na parada | Notas                                                                   | Álbum      |
| -------------------------------- | ---- | -------------- | ----------------- | ----------------------------------------------------------------------- | ---------- |
| "Hikari Oikakete" (光追いかけて) | 2015 | —              | —                 | Música tema para a peça "Live Spectacle Naruto".small>                  | #10        |
| "Oneness"                        | 2018 | —              | —                 | Música tema para o Flow Live Best 2019 at Nippon Budokan ~Kamimatsuri~. | Tribalythm |
| "Winter Story"                   | 2022 | —              | —                 | Música da campanha para o programa da FM Nack5 Winter Aloha 2023.       | Voy✩✩✩     |

### Álbuns de vídeo

#### DVDs & Blu-rays
| Ano  | Título | JPN Oricon            | JPN Oricon          |
| Ano  | Título | Melhor posição        | Semanas na parada   |
| ---- | --- | --------------------- | ------------------- |
| 2004 | The Play Off: Game 1 - Lançamento: 1 de dezembro de 2004                                                          | 74                    | —                   |
| 2007 | Flow Countdown Live 2006-2007 "Kizuna Factory: Differ Toshiake" - Lançamento: 21 de março de 2007                 | 76                    | 1                   |
| 2008 | Flow the Video - Lançamento: 9 de setembro de 2008                                                                | 24                    | 2                   |
| 2008 | Flow Live Tour 2007-2008 'Isle' Final at Nippon Budokan - Lançamento: 24 de dezembro de 2008                      | 82                    | 2                   |
| 2011 | Flow First Zepp Tour 2011 'On The Line' - Lançamento: 11 de setembro de 2011                                      | 39                    | 2                   |
| 2013 | Flow Video the Max!!!' - Lançamento: 6 de fevereiro de 2013                                                       | 36                    | 2                   |
| 2013 | Flow Live Tour 2013 "Tour The Max!!!!" -Grand Final- at Maihama Amphitheater - Lançamento: 18 de dezembro de 2013 | 59                    | 1                   |
| 2017 | Flow The Live 2016 - Lançamento: 15 de mzrço de 2017                                                              | 20                    | 2                   |
| 2020 | Flow Chokaigi 2020 "Anime-Shibari Returns" at Makuhari Messe Event Hall - Lançamento: 5 de agosto de 2020         | 16 (Blu-ray) 35 (DVD) | 2 (Blu-ray) 1 (DVD) |

#### DVDs & Blu-rays exclusivo para membros de fã-clube
| Ano  | Título                                                                                               |
| ---- | --- |
| 2018 | 26ers The Movie                                                                                      |
| 2019 | 26ers The Movie 2018-2019                                                                            |
| 2020 | 26ers The Movie 2019-2020                                                                            |
| 2021 | 26ers The Movie 2020-2021                                                                            |
| 2022 | 26ers The Movie 2021-2022                                                                            |
| 2022 | Flow Special Online Live Zen Album Mōra Honō no 12-Kagetsu: Jōkan - Lançamento: 2 de julho de 2022   |
| 2022 | Flow Special Online Live Zen Album Mōra Honō no 12-Kagetsu: Gekan - Lançamento: 26 de agosto de 2022 |